# Yvonne Elsworth
Yvonne Elsworth es una física irlandesa, profesora de Heliosismología y Profesora de Físicas de Poynting en la Escuela de Físicas y Astronomía en la Universidad de Birmingham. Elsworth fue hasta 2015 la directora de la Red de Oscilaciones Solares de Birmingham (BiSON), el más largo recorrido de la red de heliosismología con los datos que cubren bien encima tres ciclos solares.

## Trayectoria
En 1970 Elsworth fue graduada con honores por la Universidad de Mánchester con una licenciatura de Ciencia en Físicas. En 1976 le fue otorgada un doctorado de Filosofía de la Escuela de Físicas en la Universidad de Mánchester.
Las investigaciones de Elsworth incluyen: heliosismología, física solar, variabilidad solar, astrosismología, física estelar y variabilidad estelar. Sus investigaciones han sido financiadas por la Science and Technology Facilities Council (STFC).

## Reconocimientos
Elsworth fue elegida Miembro de la Royal Society (FRS) en 2015 por su trabajo en heliosismología.
En 2011 le fue otorgada el Premio y la medalla Payne-Gaposchkin del Institute of Physics (IoP). Y en 2020 la Medalla de oro de la Real Sociedad Astronómica en Geofísicas.
Elsworth es también miembro del Instituto de Físicas (FInstP) y de la Real Sociedad Astronómica (FRAS).